# Riksprotektor för Böhmen-Mähren
Riksprotektor var den politiske och administrative ledaren för det nazityska riksprotektoratet Böhmen-Mähren 1939–1945.

## Ordinarie riksprotektor
- 16 mars 1939 – 20 augusti 1943 Konstantin von Neurath
- 20 augusti 1943 – 5 maj 1945 Wilhelm Frick

## Ställföreträdande riksprotektor
- 27 september 1941 – 4 juni 1942 Reinhard Heydrich
- 5 juni 1942 – 20 augusti 1943 Kurt Daluege